# 亞茲溫卡河 (斯盧奇河支流)
亞茲溫卡河（烏克蘭語：Язвинка），是烏克蘭西北部的河流，屬於斯盧奇河的支流。該河發源自波利亞尼附近，流經里夫內州的里夫內區和薩爾內區，河道全長29公里，集水區面積345平方公里。